# یوری لیاپکین
یوری لیاپکین (انگلیسی: Yuri Lyapkin؛ زادهٔ ۲۱ ژانویهٔ ۱۹۴۵) بازیکن هاکی روی یخ اهل اتحاد جماهیر شوروی سوسیالیستی بود.